# Tizi Uzu (distrito)
Tizi Uzu (Tizi-Ouzou) é um distrito localizado na província de Tizi Uzu, no norte da Argélia. Sua capital é a cidade de mesmo nome.
O distrito tem uma única comuna: Tizi Uzu.